# 2014年意大利盃決賽
2014年意大利盃決賽，是第67屆意大利盃決賽，於2014年5月3日在罗马奧林匹克體育場舉行，以決出2013年至2014年義大利杯冠軍。本屆決賽由費倫天拿對拿坡里，拿坡里的於早段連進兩球。其後，拿玻里的於下半場被逐離場，費倫天拿的瓦尔加斯為球隊追近比數。最終，梅滕斯為拿玻里攻入比賽的第3球。
由於拿玻里的聯賽排名已取得來季參加欧洲冠军联赛的資格，因此亞軍的費倫天拿取得了2014–15年歐霸盃分組賽的參賽資格。此屆賽事是最後一屆亞軍球隊能因冠軍球隊已獲得欧洲冠军联赛賽事資格，而自動獲得次年歐洲足協歐霸盃的資格的賽事。拿玻里因贏得冠軍，獲得參加意大利超級盃的資格，對陣2013-14賽季意甲冠軍尤文图斯，最終拿玻里亦贏得超級盃冠軍。
比賽開始之前曾發生暴力事件，令決賽開始時間延遲。3名拿玻里球迷遭槍擊，其中一名於昏迷兩個月後死亡。球會主席奧雷利奧·德·勞倫蒂斯把冠軍獻給受傷的球迷們。

## 背景

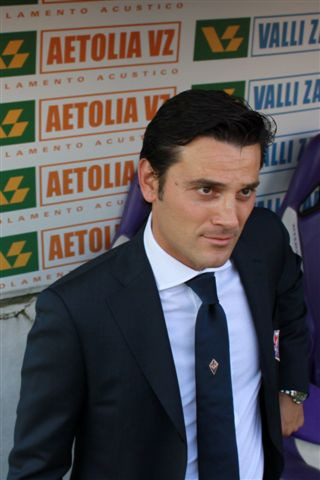
費倫天拿領隊蒙特拉對球隊的目標為聯賽殿軍和意大利盃冠軍

費倫天拿曾10次闖入意大利盃決賽，贏得其中的6次，最近一次為2001年；拿玻里則9次闖入意大利盃決賽，贏得其中的4次，最近一次為2012年。
於聯賽中，兩軍先後2次交戰。2013年10月30日首循環的比賽中，拿玻里作客弗蘭基球場以2比1勝出，終結對方在主場不敗的紀錄。於比賽中，所有入球均來自上半場，拿玻里先開紀錄，其後的十二碼入球助費倫天拿扳平比分。第36分鐘，梅頓斯攻入致勝的入球。於比賽尾段，客軍的馬治奧和主隊的古亞達度雙雙被逐。2014年3月23日次循環的比賽中，費倫天拿贏得比賽，祖亞昆在比賽完結前3分鐘攻入全場唯一的入球。主隊的左閘高林於上半場因從後鏟下客隊中場巴基奇，破壞其入球機會而被逐。
在決賽舉行前，拿玻里為聯賽的季軍，以8分領先第4名的費倫天拿，在聯賽剩餘3場比賽（9分）下，幾乎鎖定餘下的歐聯席位。費倫天拿領隊蒙特拉於賽前表示，他的目標為以第4名完成聯賽，並贏得意大利盃冠軍；而對方領隊賓尼迪斯則警告他的球員，不要因聯賽排名高於對手，而認為球隊必定能勝出。
雙方的職、球員於決賽前一天獲邀至梵蒂冈，聽取教宗的演講。兩位領隊把各自球會的紀念品送給教宗。

## 決賽之路
| 費倫天拿 | 費倫天拿                 | 輪次                   | 拿玻里   | 拿玻里                   |
| -------- | ------------------------ | ---------------------- | -------- | ------------------------ |
| 對手     | 比數                     | 2013年至2014年義大利杯 | 對手     | 比數                     |
| 切沃     | 2–0                      | 十六強                 | 亞特蘭大 | 3–1                      |
| 錫耶納   | 2–1                      | 半準決賽               | 拉素     | 1–0                      |
| 乌迪内斯 | 1–2，2–0（總比數：3–2 ） | 準決賽                 | 羅馬     | 2–3，3–0（總比數：5–3 ） |

### 費倫天拿
意甲球隊費倫天拿於十六強的比賽中在主場出擊，對手為切沃。雖然岩布仙尼，但球隊憑祖亞昆和列比錫於上半場的入球，淨勝對手2比0晉級。1月23日，費倫天拿於半準決賽的對手為意乙的球隊錫耶納，伊利西奇和馬雲·甘柏的入球助球隊在主場險勝2比1。準決賽的賽事，費倫天拿於2月4日舉行的首回合中，作客以2比1落敗。於12日舉行的次回合比賽中，柏斯哥和古亞達度的入球助球隊在主場以2比0淨勝對手，總比數以3比2晉級決賽。

### 拿玻里
1月15日，另一支來自意甲的球隊拿玻里於十六強的比賽中同樣於主場出擊，以3比1擊敗亞特蘭大，卡利祖於比賽中梅開二度，恩斯治尼亦貢獻1球。1月29日，拿玻里於半準決賽中，憑着伊瓜因射入全場唯一的入球，助球隊在主場以1比0擊敗上屆冠軍拉素。與費倫天拿一樣，拿玻里於準決賽的賽事中為先落敗的一方，作客以2比3不敵羅馬；返回主場舉行的次回合比賽中，拿玻里憑着卡利祖、希古恩和佐真奴的入球，以3比0淨勝對手，總比數以5比3晉級決賽。